# Yvon Petra
Yvon Petra (n. 8 de marzo de 1916 - 12 de septiembre de 1984) fue un tenista francés nacido en Vietnam que logró ganar el Campeonato de Wimbledon en 1946 y otros 2 torneos de Grand Slam en la modalidad de dobles.

## Torneos de Grand Slam

### Campeón Individuales (1)
| Año  | Torneo    | Oponente en la final | Resultado           |
| 1946 | Wimbledon | Geoff Brown          | 6-2 6-4 7-9 5-7 6-2 |

### Campeón Dobles (2)
| Año  | Torneo             | Pareja            | Oponentes en la final         | Resultado            |
| 1938 | Campeonato Francés | Bernard Destremau | Don Budge / Gene Mako         | 3-6 6-3 9-7 6-1      |
| 1946 | Campeonato Francés | Marcel Bernard    | Enrique Morea / Pancho Segura | 7-5 6-3 0-6 1-6 10-8 |